# Parafia św. Augustyna w Warszawie
Parafia św. Augustyna w Warszawie – parafia rzymskokatolicka należąca do dekanatu wolskiego, archidiecezji warszawskiej, metropolii warszawskiej Kościoła katolickiego, w Warszawie. Obsługiwana przez księży archidiecezjalnych

## Historia
Parafia została erygowana w 1917 roku. Przed  erygowaniem parafii, od 1903 roku, nowo wzniesiony kościół św. Augustyna był kościołem filialnym parafii Narodzenia Najświętszej Maryi Panny.

## Działalność parafii
Na terenie parafii działa wiele wspólnot i grup, m.in. grupy związane z liturgią (lektorzy, ministranci, bielanki, nadzwyczajni szafarze), schola parafialna dziecięca i młodzieżowa, chór parafialny, Legion Maryi, Koła Żywego Różańca, Droga Neokatechumenalna, Akcja Katolicka, Rycerze Kolumba, grupy AA.

## Proboszczowie parafii
- Ks. Karol Czajkowski (1896–1910)
- Ks. Michał Siewruk (1911–1917)
- Ks. Władysław Załuskowski (1917–1919)
- Ks. Julian Roczkowski (1919–1929)
- Ks. Karol Niemira (1929–1933)
- Ks. Franciszek Garncarek (1934–1942)
- Ks. Marian Wasilewski (1942–1949)
- Ks. Józef Netczuk (1949–1952)
- Ks. Stefan Kuć (1952–1966)
- Ks. Mieczysław Jabłonka (1966–1986)
- Ks. Stefan Księżopolski (1986–1992)
- Ks. Walenty Królak (1992–2024)
- Ks. Dominik Koperski (od 2024)[2]

## Osoby związane z parafią
- Ks. Artur Awdalian – były wikariusz jednocześnie pełniący funkcję proboszcza centralnej parafii dla wiernych obrządku wschodniego niemających własnego ordynariusza[3]
- Ks. Paweł Bekus – rezydent parafii św. Augustyna[4], następnie w latach 2018–2022 proboszcz parafii Narodzenia Najświętszej Maryi Panny w Warszawie[5]
- Ks. Carlos Cezar Damaglio – były wikariusz w latach 2001–2014, autor książki Misja José de Anchiety, apostoła Brazylii: życie i działalność (1534-1597)[6]
- Ks. Remigiusz Dąbrowski – wikariusz[7], w latach 1926–1939 redaktor i wydawca Wiadomości Archidiecezjalnych Warszawskich, wieloletni proboszcz parafii św. Apostołów Piotra i Pawła w Żychlinie[8]
- Ks. Władysław Głowacki – pracował na terenie parafii w getcie warszawskim[7], wyróżniony tytułem i medalem Sprawiedliwy wśród Narodów Świata
- Ks. Piotr Pawlukiewicz – był trzecim duchownym pochodzącym z parafii, który otrzymał po wojnie święcenia kapłańskie, w kościele św. Augustyna odprawił także swoją mszę prymicyjną[7]. W kolejnych latach był znanym kaznodzieją, rekolekcjonistą i autorem książek o tematyce religijnej.
- Ks. Marcin Różański – wikariusz w 2019 i ponownie od 2022, publicysta związany ze zgromadzeniem Michalitów[6]
- Ks. Józef Skarpetowski – wikariusz w latach 1975–1983, później proboszcz parafii św. Brata Alberta w Warszawie (1989–2018) i wicedziekan dekanatu rembertowskiego[9]
- Ks. Marian Stefanowski – wikariusz, późniejszy kanclerz kurii biskupiej diecezji siedleckiej, wieloletni proboszcz parafii Narodzenia św. Jana Chrzciciela w Lesznie[10].
- Ks. Leon Więckiewicz – pracował na terenie parafii w getcie warszawskim[7], Sługa Boży Kościoła katolickiego[11]
- Ks. Waldemar Wojdecki – pracował w parafii za czasów gdy proboszczem był ks. Mieczysław Jabłonka, wykładowca akademicki[7]
- Ks. Stefan Wysocki – były wikariusz w latach 1962–1963; późniejszy proboszcz parafii Opatrzności Bożej w Warszawie-Wesołej[12]

## Galeria

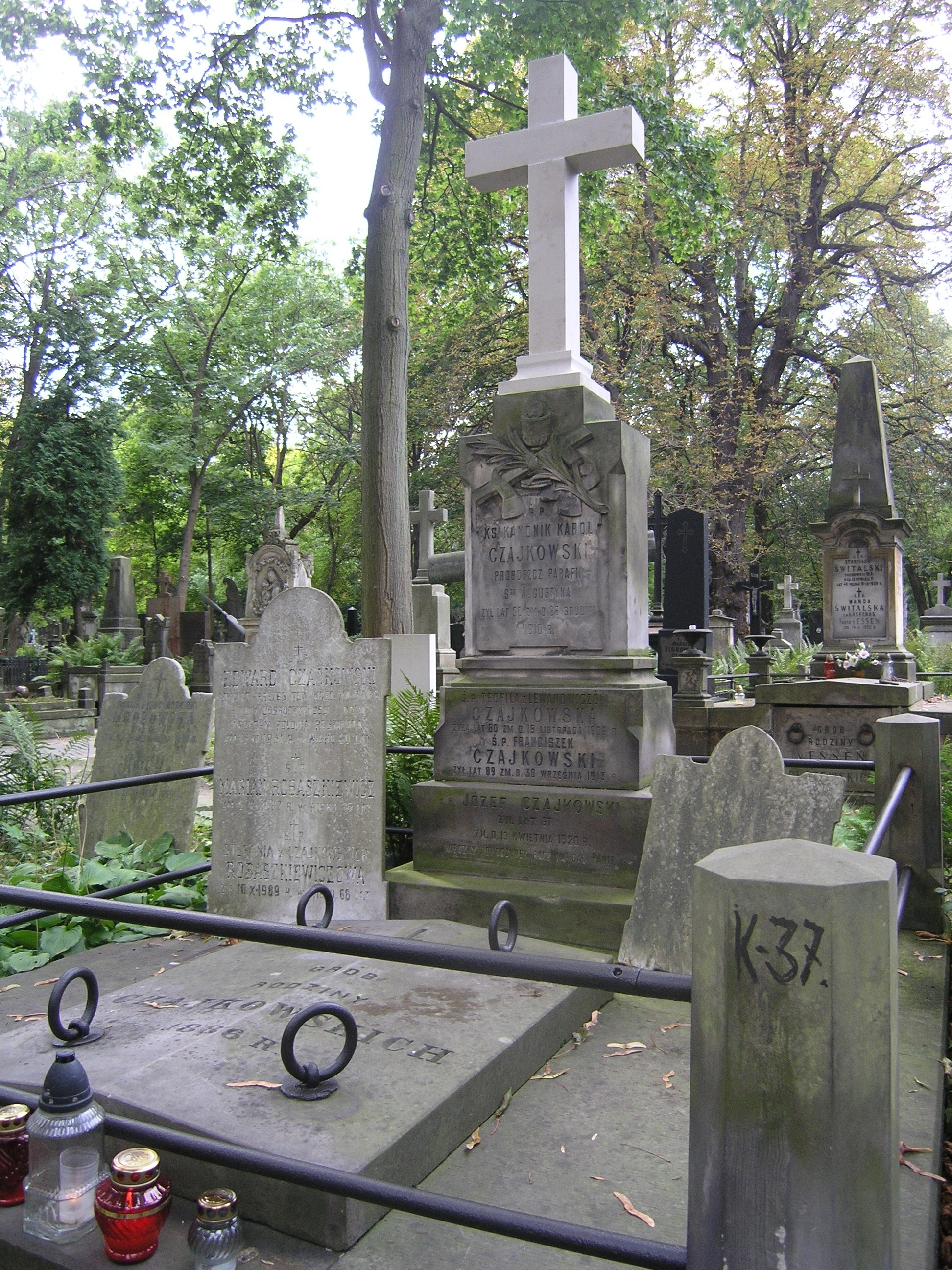
Grób pierwszego proboszcza parafii, ks. kanonika Karola Czajkowskiego na Starych Powązkach
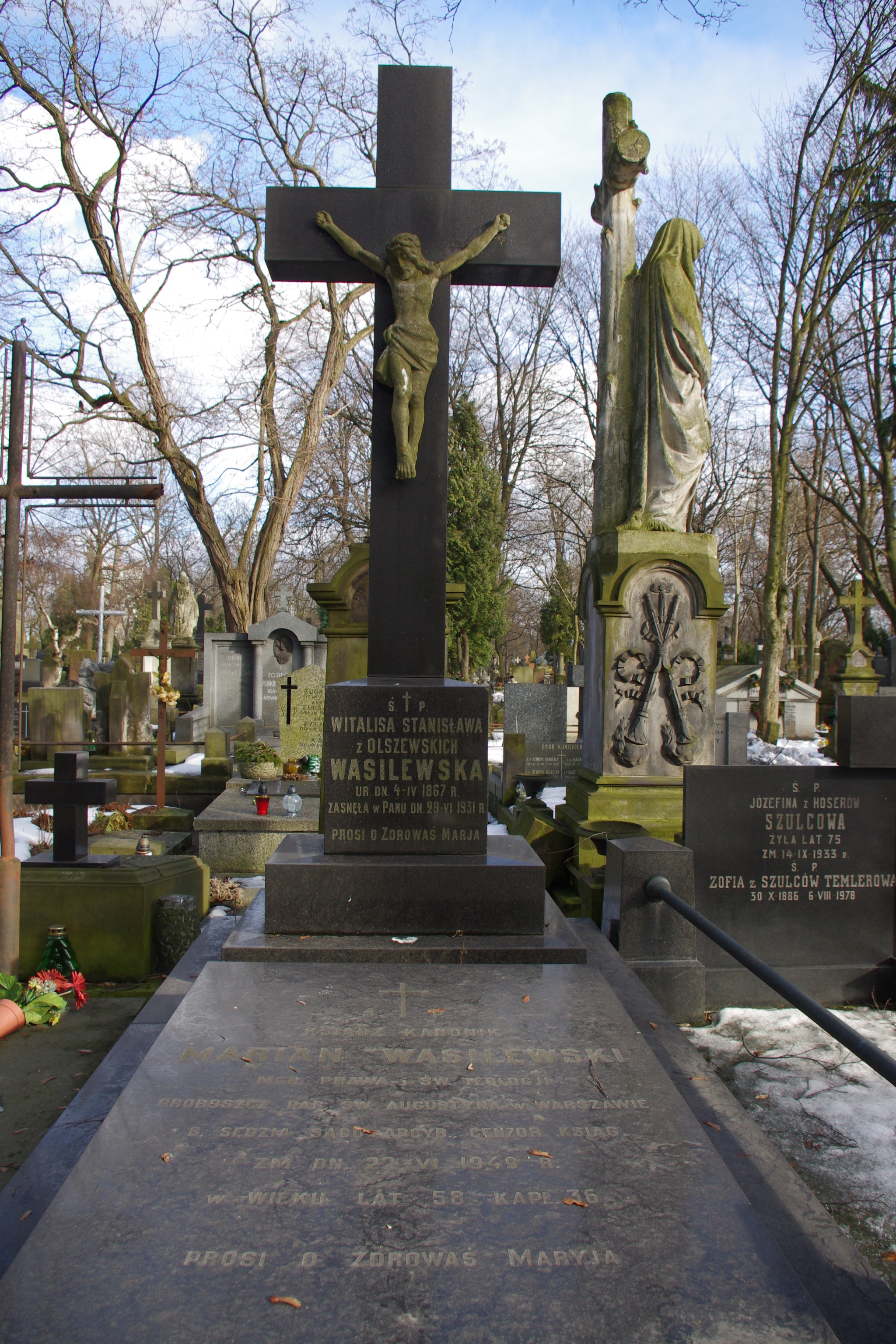
Grób ks. kanonika Mariana Wasilewskiego, sędziego sądu arcybiskupiego, proboszcza parafii w l.1942–1949 na Starych Powązkach
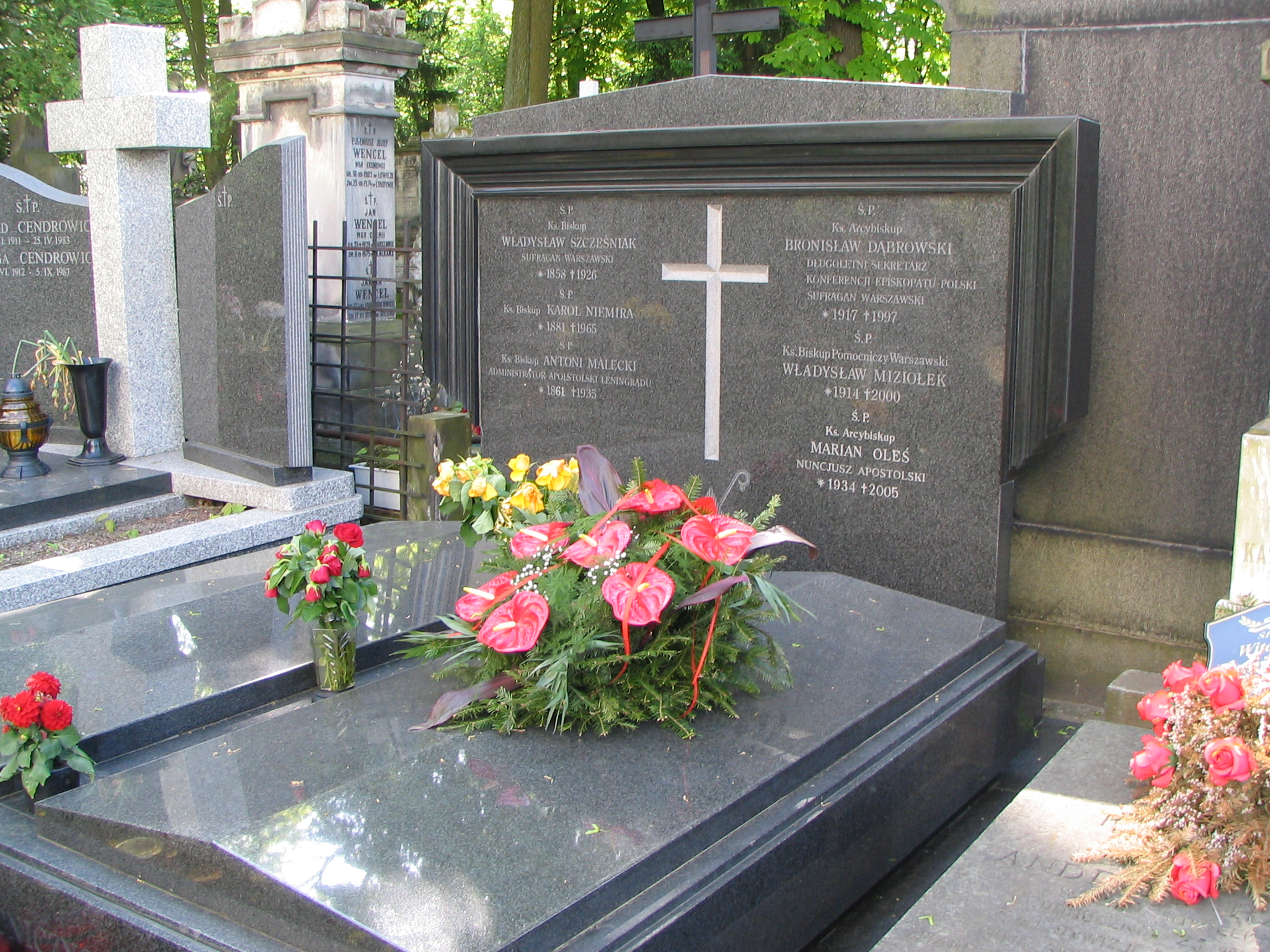
Grób biskupa Karola Niemiry proboszcza parafii w l.1929–1933 na Starych Powązkach
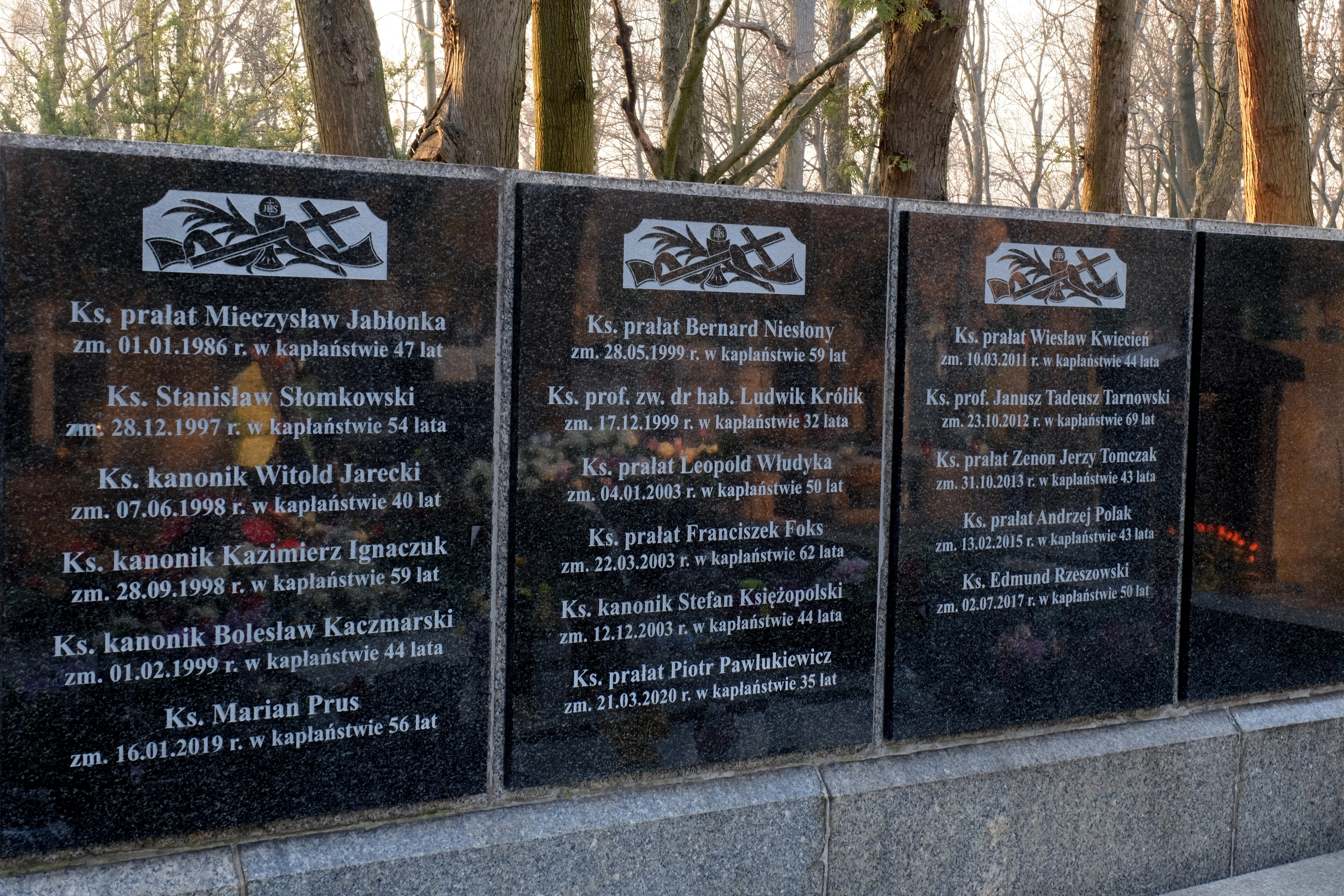
Tablica na grobie ks. prałata Mieczysława Jabłonki proboszcza parafii w l.1966–1986 oraz ks. kanonika Stefana Księżopolskiego proboszcza parafii w l.1986–1992, a także pochodzącego z parafii ks. Piotra Pawlukiewicza na Starych Powązkach